# Devarayapatna, Hassan
Devarayapatna là một làng thuộc tehsil Hassan, huyện Hassan, bang Karnataka, Ấn Độ.